# Siedlin
Siedlin – wieś sołecka w Polsce położona w województwie mazowieckim, w powiecie płońskim, w gminie Płońsk. Leży przy DK7.
W latach 1975–1998 miejscowość administracyjnie należała do województwa ciechanowskiego.
Pierwsza wzmianka w 1398. Podczas okupacji niemieckiej w budynku szkoły mieścił się obóz pracy karnej dla mieszkańców Płońska i okolicy, zamordowano tu ok. 100 osób.